# Bisel
Bisel es una comuna francesa, situada en el departamento de Alto Rin, en la región  de Alsacia.

## Demografía
| 467 | 487 | 518 | 545 | 534 | 602 |
| Para los censos de 1962 a 1999 la población legal corresponde a la población sin duplicidades (Fuente: INSEE [Consultar]) |     |     |     |     |     |